# Элегия (фильм)
«Элегия» (англ. Elegy) — мелодрама испанского режиссёра Изабель Койшет. Сюжет фильма основан на романе Филипа Рота «Умирающее животное» (англ. The Dying Animal). Действие романа происходит в Нью-Йорке; снимался фильм в Ванкувере.

## Сюжет
Главный герой фильма, Дэвид Кепеш (Бен Кингсли) — немолодой успешный литературный критик и преподаватель. В молодости он был женат, имеет сына, но оставил свою семью, чего его сын Кеннет не может ему простить. Его отношения с женщинами носят случайный характер и довольно коротки. Будучи уверенным в том, что он вполне независим и не нуждается ни в каких долговременных отношениях (чтобы не потерять личной свободы), он неожиданно влюбляется в свою студентку Консуэлу Костилло (Пенелопа Крус). Она отвечает ему взаимностью, и их отношения бурно развиваются; Дэвиду очень нравится тело Консуэлы, особенно её грудь. Одновременно Дэвид находится в долговременных отношениях без обязательств с другой женщиной, Кэролин (Патрисия Кларксон). Кроме того, он постоянно общается со своим другом, поэтом Джорджем О’Хирном (Деннис Хоппер), у которого тоже не всё хорошо в семейной жизни и который тоже ратует за «свободные отношения» и нередко изменяет жене.
Отношения с Консуэлой развиваются слишком стремительно для Дэвида, который привык считать себя свободным от любых обязательств. Однажды Кэролин находит в квартире Дэвида гигиенический тампон, который случайно забыла Консуэла, и устраивает ему допрос. Застигнутый врасплох Дэвид пытается свалить вину на Джорджа и его любовниц.
После того, как Дэвид не приходит на вечеринку, посвящённую окончанию учёбы Консуэлы (на которой она собиралась познакомить его со своими родителями), они расстаются. Дэвид полагает, что разрыв на пользу им обоим, но в его выводы вносит смуту информация о том, что его друг Джордж, который до настоящего времени разделял многие его взгляды, поменял свои представления о семейной жизни и налаживает отношения со своей женой. 
Вскоре после разрыва с Консуэлой к Дэвиду приходит его сын  Кеннет и заявляет, что он полюбил другую женщину и рассказал обо всём своей жене. Сын попал в ту же ловушку, что и тридцатью годами ранее его отец. Кеннет просит совета у отца, но подавленный Дэвид не находит ничего лучше, как предложить сыну оставить жену.
Внезапная смерть Джорджа и трогательная сцена между ним и его женой незадолго до смерти Джорджа окончательно меняет отношение Дэвида к его чувствам: он понимает, что всё это время он любит Консуэлу и хочет быть с ней.
Через некоторое время Консуэла сама звонит Дэвиду и хочет с ним увидеться. При встрече она говорит, что у неё рак груди; она просит Дэвида сфотографировать её обнажённой. Фильм заканчивается, когда Дэвид приходит к Консуэле в больницу уже после операции; они оба собираются быть вместе. Финальная сцена изображает Дэвида и Консуэллу вместе на пляже, где ранее Консуэла сказала Дэвиду, что любит его.

## В ролях
- Пенелопа Крус — Консуэла Костилло
- Бен Кингсли — Дэвид Кепеш
- Деннис Хоппер — Джордж О’Хирн
- Питер Сарсгаард — Кеннет Кепеш
- Патриша Кларксон — Кэролин
- Дебора Харри — Эми О’Хирн

## Приём критикой
На сайте-агрегаторе Rotten Tomatoes фильм имеет рейтинг 75% на основании 123 критических отзывов. Фильм вошёл в некоторые критические топ-списки американских газет как лучший фильм 2008 года. В частности, фильм занял третью позицию в обзоре Кимберли Джонса (газета The Austin Chronicle), четвёртую позицию в обзоре Майка Рассела (газета The Oregonian), пятую позицию в обзоре Мажори Баумгартен (газета The Austin Chronicle) и шестую позицию в обзоре Андреа Гронвалл (журнал Chicago Reader).
Фильм был номинирован на премию Золотой медведь Берлинского кинофестиваля в 2008 году.